# J. Dash
Jameyel Johnson, dit J. Dash, est un rappeur et réalisateur artistique américain, né le 3 septembre 1984 à Jacksonville (Floride).
Il a sorti son premier album, Tabloid Truth, en 2012 sur le label StereoFame. Son single  Wop a atteint en avril 2013 la première place du classement « Top Heatseekers » établi par le magazine Billboard. Ce titre a ensuite été utilisé dans le film français Bande de filles (2014).